# 大穆尔默隆
大穆尔默隆（法語：Mourmelon-le-Grand，法語發音：[muʁməlɔ̃ lə ɡʁɑ̃]）是法国马恩省的一个市镇，位于该省北部，与小穆尔默隆相邻，属于香槟沙隆区。

## 地理
大穆尔默隆（49°8'27"N, 4°21'52"E）面积23.21 平方千米，位于法国大東部大區马恩省，该省份为法国东北部内陆省份，北起阿登省，西北接埃纳省，西南接塞纳-马恩省，南至奥布省，东南接上马恩省，东临默兹省。
与大穆尔默隆接壤的市镇（或旧市镇、城区）包括：巴科讷、布伊、叙普河畔容什里、利夫里-卢韦尔西、小穆尔默隆、大圣伊莱尔、瓦德奈。
大穆尔默隆的时区为UTC+01:00、UTC+02:00（夏令时）。

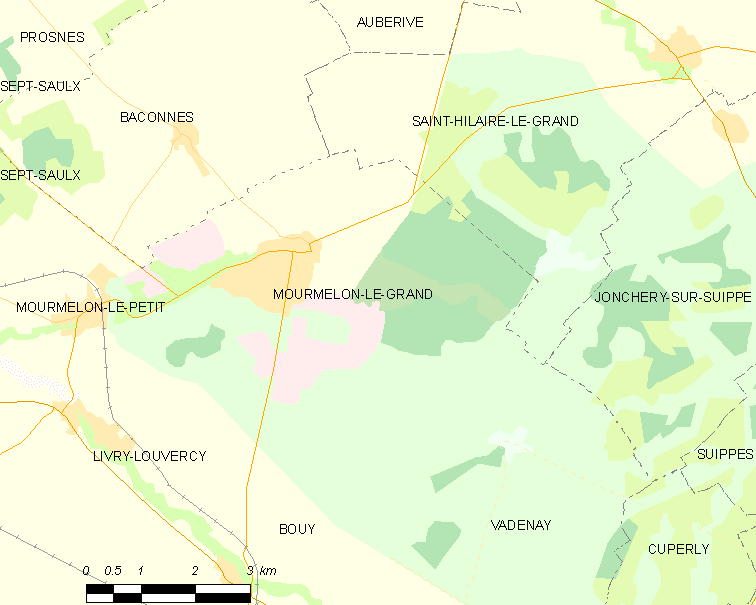
大穆尔默隆的OSM定位图

## 行政
大穆尔默隆的邮政编码为51400，INSEE市镇编码为51388。

## 政治
大穆尔默隆所属的省级选区为穆尔默隆-韦勒-香槟山县。

## 交通
马恩省省道D19线、D21线和D335线在市中心交汇。

## 人口

1962-2008年间大穆尔默隆人口变化图示

大穆尔默隆于2022年1月1日时的人口数量为4984人。